# Shinya Yamada
Shinya Yamada (山田真矢, Yamada Shinya) (Hadano, Kanagawa - 13 de janeiro de 1970) conhecido pelo nome artístico Shinya, é um baterista japonês, mais conhecido por fazer parte banda japonesa Luna Sea.

## Carreira
Enquanto cursava o ensino médio, Shinya e seu amigo Sugizo eram membros da banda de power metal PINOCCIO. Quando Shinya foi convidado a ingressar no Lunacy por J e Inoran em 16 de janeiro de 1989, ele insistiu que Sugizo também aderisse. Em 1991, a banda mudou seu nome para Luna Sea e lançou seu primeiro álbum. Eles se tornaram muito bem-sucedidos, tendo vendido mais de 10 milhões de unidades certificadas no Japão, e são considerados uma das bandas mais influentes no movimento visual kei.
Shinya tocou bateria na faixa "Back Line Best" no álbum solo de estreia de seu colega de banda J de 1997, Pyromania. Também em 1997, Shinya iniciou sua carreira solo onde era vocalista e baterista e seu primeiro lançamento foi o single "Rakkasuru Taiyou" em 26 de setembro. O single "Hyôryûsha" foi lançado 21 de novembro, o álbum No Sticks em dezembro de 1997 e desde então Shinya pausou sua carreira solo. Após o fim do Luna Sea em 2000, Shinya trabalhou como baterista de suporte para músicos como Miyavi, Nanase Aikawa, Maki Ohguro, Kyosuke Himuro e muitos outros. Ele também ocasionalmente ensina bateria para alunos da Escola de Música de Osaka.
Por volta de 2005, ele formou a banda Potbelly, com um cantor mais jovem chamado Milky. No entanto, eles só lançaram o single "Crash, Crash, Crash" em 22 de agosto. Em 2006 ele colaborou com Fake? (de Inoran) nas canções de seu álbum Songs From Beelzebub. Também em 2006, ele se tornou o baterista suporte do projeto do vocalista do Dead End, Morrie, Creature Creature, e se juntou ao baterista do La'cryma Christi Levin para várias exibições em comemoração ao 60º aniversário do Pearl Drums.
Em 24 de dezembro de 2007, Shinya se reuniu com Luna Sea para tocar em um show de apenas uma noite no Tokyo Dome, com 55 mil ingressos esgotados. A banda se reuniria mais uma vez no hide memorial summit em 4 de maio de 2008. De 2008 a 2009, Shinya foi o baterista suporte para o projeto solo do vocalista do X Japan Toshi, o Toshi com o T-Earth. Em 31 de agosto de 2010, ele se reuniu com os outros membros do Luna Sea em uma coletiva de imprensa em Hong Kong, onde eles anunciaram oficialmente a volta da banda e sua turnê 20th Anniversary World Tour Reboot -to the New Moon-.
Em resposta ao terremoto e tsunami Tōhoku de 2011 que ocorreu no Japão em 11 de março, Shinya apoiou Toshi em oito shows em todo o oeste do Japão. Todos os shows foram acústicos devido à falta de eletricidade e também contaram com Heath do X Japan e o Orchestra Ensemble Kanazawa. Todos os lucros foram doados à Cruz Vermelha Japonesa para ajudar as vítimas. Em 2011, Shinya também se juntou ao Yellow Fried Chickenz, uma banda que também incluía Gackt e Chachamaru. No entanto, eles se separaram após o show de 4 de julho de 2012, após apenas um ano juntos.
Shinya participou do show beneficente de HIV/AIDS Hope and Live 2013, que foi realizado de 26 a 28 de agosto no Club Citta e incluiu muitos outros artistas como Zigzo e seu colega de banda Ryuichi. Ele também participou no álbum de tributo ao Dead End, Dead End Tribute -Song of Lunatics-.
Tendo tido que adiar a maior parte de sua turnê de aniversário de 30 de carreira de 2020 devido à pandemia COVID-19 no Japão, o Luna Sea pretendia se apresentar no Saitama Super Arena em 26 e 27 de dezembro de 2020. No entanto, ambos também foram adiados após Shinya ter testado positivo para COVID-19 na manhã de 26 de dezembro.

## Vida pessoal
Shinya cresceu em uma família com dois irmãos mais velhos, uma irmã mais velha e um meio-irmão mais novo do segundo casamento de seu pai. Quando criança, ele foi treinado na tradicional bateria taiko japonesa e cita John Bonham do Led Zeppelin como seu baterista favorito. Embora conhecido por ser um astro do rock, ele prefere ouvir música pop japonesa e enka, como Ikuzo Yoshi e Saburō Kitajima.
Em maio de 2000 Shinya se casou com a ex-membra do Morning Musume, Aya Ishiguro. O casal tem três filhos: as filhas Rimu (玲夢)  (nascida em 2000) e Sona (宙奈)  (nascida em 2002) e o filho Youta (耀太)  (nascido em 2004).

## Discografia
- "Rakkasuru Taiyō" (落下する太陽, 26 de setembro de 1997), Posição de pico na Oricon Singles Chart: 15[25]
- "Hyōryūsha" (漂流者, 21 de novembro de 1997), Posição de pico na Oricon Singles Chart: 19
- No Sticks (10 de dezembro de 1997), Posição de pico na Oricon Albums Chart: 74 [26]